# ララ・パルヴァー
ララ・パルヴァー（Lara Pulver、1980年9月1日 - ）は、イギリスの女優である。2008年にはローレンス・オリヴィエ賞のノミネートを受け、 更にWhatsonstage.com Awards (en) では観客選出賞(Theatregoers' Choice Awards)を獲得した。
BBCのドラマ『MI-5 英国機密諜報部』のエリン・ワッツ役や『SHERLOCK』のアイリーン・アドラー役などを演じている。

## 初期の活動
パルヴァーはエセックスのサウスエンド＝オン＝シーで生まれた。彼女の父はユダヤ人家族出身で、母親はユダヤ教に改宗した人物だった。彼女の両親は、彼女が11歳の時に離婚している。 パルヴァーは1994年から1998年にかけて、ベクスリーのThe Liz Burville Dance Centreと、ナショナル・ユース・ミュージック・シアターに通っていた。 1997年にバード・カレッジに入学し、2000年に卒業している。以来女優活動を行っており、更にウェスト・エンド・シアターのミュージカルでは、歌手・ダンサーとしても活躍している。

## 活動歴
パルヴァーはミュージカル『パレード』のルシール・フランク役で、2008年のローレンス・オリヴィエ賞最優秀ミュージカル女優賞のノミネートを受けている。この作品は彼女のウエスト・エンドデビュー作であり、ドンマー・ウエアハウスで上演された。彼女はロサンゼルスのマーク・テーパー・フォーラムでの再演でも同じ役を演じている（相手役はT・R・ナイトだった）。
2008年には、CD『Act One – Songs from the Musicals of Alexander S. Bermange』のためにレコーディングを行っている。2009年には、BBCのドラマ『ロビン・フッド』の第3シリーズに出演して、ギスボーンのガイの姉、イザベラ役 (en) を演じている。
2010年、彼女はHBO制作のドラマ『トゥルーブラッド』第3シリーズに参加し、スーキー・スタックハウスを助ける妖精クローディーヌ・クレイン (Claudine Crane) を演じた。
彼女はBBCのスパイドラマ『MI-5 英国機密諜報部』の第10シリーズ(最終シリーズ)において、セクションDの新チーフ、エリン・ワッツを演じている (Spooks (series 10)) 。
また『SHERLOCK』「ベルグレービアの醜聞」では、謎多き女性アイリーン・アドラーを演じているほか、シリーズ3第2話の「三の兆候」においても、同役で出演している。
2012年、彼女は『ダ・ヴィンチと禁断の謎』において、ロレンツォ・デ・メディチの妻で、"魅惑的で政治意識のある(seductive and politically-minded)"、クラリーチェ・オルシーニ役としてレギュラー出演した。
2014年には、チチェスター・フェスティバル劇場でのミュージカル『ジプシー』の再演で、ルイーズ役を演じた。この作品は、2015年4月には、ウエスト・エンドに場所を移して上演された。
2015年には、『MI-5 英国機密諜報部』の映画版「Spooks: The Greater Good」 (en) において、エリン・ワッツ (Erin Watts) 役を再演している。

## 私生活
2003年、パルヴァーは英国の演劇学校マウントビュー・アカデミー・オブ・シアター・アーツに留学中のアメリカ人俳優、ジョシュア・ダラスと出会った。二人は2007年のクリスマスに、デヴォンにある16世紀の建物で結婚した。 二人はハネムーンでモルディブを訪れている。ダラスは、2011年12月2日の "Bob Rivers' radio show" 内でインタビューに答え、二人の離婚を正式に認めた。
パルヴァーは2012年に俳優のラザ・ジェフリーと交際を始め、2014年12月27日に結婚した。その後2017年2月に、ジェフリーとの間に男児が生まれたことを報告している。

## 出演作品

### 映画
| 年     | 邦題 原題                                                  | 役名             | 注釈                             |
| ------ | ---------------------------------------------------------- | ---------------- | -------------------------------- |
| 2010年 | レガシー Legacy                                            | ダイアン・ショウ |                                  |
| 2011年 | Language of a Broken Heart                                 | ヴァイオレット   |                                  |
| 2014年 | オール・ユー・ニード・イズ・キル Edge of Tomorrow          | カレン・ロード   | 未公表カメオ出演(シーンはカット) |
| 2015年 | A Patch of Fog (en)                                        |                  |                                  |
| 2016年 | アンダーワールド ブラッド・ウォーズ Underworld: Blood Wars | セミーラ         |                                  |

### テレビシリーズ
| 年              | 邦題 原題                                                                            | 役名                     | 注釈                             |
| --------------- | ------------------------------------------------------------------------------------ | ------------------------ | -------------------------------- |
| 2009年          | ロビン・フッド Robin Hood                                                            | イザベラ (Isabella)      | TVシリーズ(第3シリーズの8話)     |
| 2010年          | ザ・スペシャル・インターンシップ The Special Relationship                            | インターン               | TV映画                           |
| 2010年          | トゥルーブラッド True Blood                                                          | クローディーヌ・クレイン | TVシリーズ(5話)                  |
| 2011年          | MI-5 英国機密諜報部 Spooks                                                           | エリン・ワッツ           | TVシリーズ(第10シリーズ主要人物) |
| 2012年          | SHERLOCK (第2シリーズ) Sherlock                                                      | アイリーン・アドラー     | 第1話『ベルグレービアの醜聞』    |
| 2012年          | カミング・アップ Coming Up                                                           | アネッテ                 | シリーズ7第3話"Camouflage"       |
| 2013年 – 2015年 | ダ・ヴィンチと禁断の謎 Da Vinci's Demons                                             | クラリーチェ・オルシーニ | TVシリーズ/主要人物              |
| 2013年          | スキンズ・ファイア Skins Fire                                                        | ヴィクトリア             | TVシリーズ、端役                 |
| 2014年          | SHERLOCK (第3シリーズ) Sherlock                                                      | アイリーン・アドラー     | 第2話『三の兆候』                |
| 2014年          | ジェームズ・ボンドを夢見た男 Fleming: The Man Who Would Be Bond                      | アン・オニール           | TVシリーズ(4話)、主要キャスト    |
| 2015年          | SPOOKS / MI-5 Spooks: The Greater Good                                               | エリン・ワッツ           | シリーズと同役を再演             |
| 2017年          | フィリップ・K・ディックのエレクトリック・ドリームズ Philip K. Dick's Electric Dreams | ポーラ                   | 第1話『真生活』                  |
| 2018年          | 都市と都市 The City and the City                                                     | カトルニア               | ＴVシリーズ(5話)                 |

### TVゲーム
| 年     | 邦題 原題                                | 役名                           |
| ------ | ---------------------------------------- | ------------------------------ |
| 2014年 | ゲーム・オブ・スローンズ Game of Thrones | レディ・エリッサ・フォレスター |

### 舞台
- 『パレード』(ルシール・フランク)、ドンマー・ウエアハウス[17] 、ローレンス・オリヴィエ賞最優秀ミュージカル女優賞ノミネート[1]、Whatsonstage.com Awardsノミネート
- 『イントゥ・ザ・ウッズ』(ルシンダ)、ロイヤル・オペラ・ハウス[17]
- 『The Last Five Years（英語版）』(キャシー)、メニエール・チョコレート・ファクトリー（英語版）[18]
- 『Honk!（英語版）』(ヘンリエッタ), ロイヤル・ナショナル・シアター(2000年ローレンス・オリヴィエ賞最優秀新作ミュージカル賞)・全国ツアー
- 『ミス・サイゴン』(エレン)
- 『High Society（英語版）』
- 『コーラスライン』
- 『The Darling Buds of May（英語版）』
- 『The Boy Friend（英語版）』
- 『ジプシー』(ルイーズ)
- 『シカゴ』
- 『グリース』
- 『四十二番街（英語版）』
- 『オズの魔法使い』
- 『ワーニャ伯父さん』

### CM出演
- Smirnoff Vodka Range – Hatter's Summer Night Dream with Smirnoff

## 授賞とノミネート
| 年     | 賞名                                                                         | 作品名                              | 結果       |
| ------ | ---------------------------------------------------------------------------- | ----------------------------------- | ---------- |
| 2008年 | ローレンス・オリヴィエ賞 - 最優秀ミュージカル女優賞                          | 『パレード』                        | ノミネート |
| 2012年 | クリティクス・チョイス・テレビジョン・アワード 最優秀映画/ミニシリーズ女優賞 | 『SHERLOCK』 – ベルグレービアの醜聞 | ノミネート |
| 2016年 | Whatsonstage.com Awards 最優秀ミュージカル助演女優賞                         | 『ジプシー』                        | 受賞       |
| 2016年 | ローレンス・オリヴィエ賞 - 最優秀ミュージカル助演女優賞                      | 『ジプシー』                        | 受賞       |

## 註釈
註釈
1. ↑  英語版記事 Conversion to Judaism（英語）を参照のこと。
2. ↑  原文は"fairy godmother"。この単語には「困った時に助けてくれる親切なおばさん」という意味がある。イメージとしてはシンデレラのフェアリー・ゴッドマザーに等しい。
3. ↑  原題"Critics' Choice Television Award for Best Movie/Miniseries Actress"
4. ↑  原題"Best Supporting Actress in Musical"

出典
1. 1 2  “Nominations announcement, 2008 Laurence Olivier Awards”. Official London Theatre Guide. 2008年2月8日時点のオリジナルよりアーカイブ。2008年2月19日閲覧。
2. 1 2  “The 'shiksa goddess' who acts kosher”. The Jewish Chronicle. 2015年11月20日閲覧。
3. ↑  Totally Plc. “TotallyJewish.com – Entertainment – Features And Reviews”.   totallyjewish.com. 2015年11月20日閲覧。
4. ↑  “NYMT | Whispers”.   nymt.org.uk (2012年). 2012年6月25日時点のオリジナルよりアーカイブ。2012年4月26日閲覧。
5. ↑  “Bits and Bobs (Vol. 5 1/2): Exclusive 'Robin Hood' scoop from Richard Armitage! | PopWatch”. Entertainment Weekly (2012年). 2012年4月26日閲覧。
6. ↑  Conlan, Tara (2012年1月4日). “Sherlock: BBC will not remove nude scenes for 7pm repeat”. The Guardian 2012年1月4日閲覧。
7. ↑  “SHERLOCK3-2/シャーロック3-2　「The Sign of Three / 三の兆候」 Part 2”. Girl's Be Ambitious！ (2014年2月1日). 2015年11月21日閲覧。
8. ↑  Eames, Tom (2012年6月4日). “Sherlock's Lara Pulver, Southland's Clifton Collins Jr join new shows”. Digital Spy（英語版）. 2012年6月4日閲覧。
9. ↑  Theo Bosanquet & Rosie Bannister (2014年3月6日). “Chichester reopens Festival Theatre with Rupert Everett in Amadeus, plus Gypsy and Guys and Dolls”.   WhatsOnStage.com. 2015年11月21日閲覧。
10. ↑  “Full West End Gypsy cast announced”.   WhatsOnStage.com (2015年3月2日). 2015年11月21日閲覧。
11. ↑  Maureen Paton (2011年9月16日). “Dressed to kill: Move over Harry Pearce — a new glamorous MI5 boss is taking over Spooks for its final series”.   daily Mail. 2011年9月23日閲覧。
12. ↑  Anderson, Joel (2011年11月8日). “Lara Pulver's Fabulous Life”.   Fabulous. 2012年4月18日時点のオリジナルよりアーカイブ。2011年11月9日閲覧。
13. ↑  “Lara Pulver”.  British Airways. 2011年9月23日閲覧。
14. ↑  Adam Jacques (2015年3月29日). “Camilla Schneideman & Lara Pulver: 'I realised the flapjacks I gave”. The Independent. 2015年11月21日閲覧。
15. ↑  Shakespeare, Sebastian (2017年2月18日). “SEBASTIAN SHAKESPEARE: Naked Sherlock dominatrix Lara Pulver's new role as a yummy mummy to a baby son”. デイリー・メール 2017年5月2日閲覧。
16. ↑  “映画 『SPOOKS／MI-5』 公式サイト”. 2016年3月3日閲覧。
17. 1 2  “Article about Pulver's casting in Parade”. Broadway.com (2007年6月12日). 2009年4月8日時点のオリジナルよりアーカイブ。2008年3月27日閲覧。
18. ↑  “Article about Pulver's casting in The Last 5 Years”. Broadway.com (2006年6月21日). 2008年8月18日時点のオリジナルよりアーカイブ。2008年3月27日閲覧。
19. ↑  Emma Daly (2016年2月22日). “Sherlock stars Benedict Cumberbatch, Mark Gatiss and Lara Pulver triumph at WhatsOnStage awards”.  Radio Times. 2016年3月3日閲覧。
20. ↑  OlivierAwardsのツイート（716724287860768769）